# 林仙保
林仙保（1935年10月18日—2013年3月23日），中華民國政治人物，中國國民黨籍，出生於日治時代高雄州岡山郡湖內庄茄萣（今高雄市茄萣區）。為高雄縣紅派大老，曾任茄萣農會總幹事、高雄縣議員、台灣省議員。其子林益世曾任立法委員。

## 生平
臺南一中畢業。曾連任四屆臺灣省議會議員，退休後長期居住於高雄市鳳山區，政治版圖交棒予其庶子林益世。
2012年，特偵組調查林益世索賄案，以林仙保重聽為由，排除其涉案。2013年3月23日，林仙保突發心肌梗塞，經家人緊急送至高雄市苓雅區國軍高雄總醫院，到院時已死亡，享壽78歲。

## 爭議事件
林仙保退休後，於2010年6月初出國旅遊，月中從中華人民共和國香港特別行政區赤鱲角香港國際機場返抵高雄市小港區高雄國際機場，由於同機旅客攜帶超量洋菸企圖闖關不成，林仙保遂表明前省議員身分，試圖關說，但海關關員不理會，仍依法對超量部分課予進口稅。據傳林益世知悉後，竟致電「關切」，要求高雄海關課長林文忠到林仙保住處致歉，林文忠並因此事將被撤換，海關日前還開檢討會，要求撤換當日對林仙保沒有「禮遇」的關員。林仙保本人雖向媒體坦承此事，唯其子林益世卻否認是項說法。
林仙保的庶子為曾任國民黨副主席、立法委員與行政院秘書長的林益世。2012年時林益世被控涉入索賄弊案並認罪，並牽連母親、也就是林仙保的二房妻子沈若蘭。負責承辦的特偵組雖曾一度懷疑林仙保涉入此案，但在傳喚本人到庭時發現其有重聽情況而認定其無罪。

## 家庭
林仙保與正室吳春金育有三子一女，其中長子為林靈谷、女兒為林珂萍。2006年3月，林靈谷利用異母弟林益世名號，聲稱有辦法取得公共工程的外勞配額，使得許智堯投資八百萬元。但林靈谷卻將工程轉賣他人，將公款匯入親友帳戶，涉嫌掏空公司。林益世對此事曾表示與異母兄長林靈谷已經逾十年沒見過面，不知道名號遭其冒用。
林仙保二房為沈若蘭，兩人育有一子一女，兒子為林益世、女兒為林憶珊。當林仙保決定淡出政壇，交棒之際，嫡長子林靈谷與庶子林益世之間曾有嫡庶的接棒之爭，最後，林益世挾牙醫系畢業光環、臺灣社會對牙醫形象認同，取代學歷略遜一籌的嫡長子，接下棒子，也開啟順遂的政治路。但沈本人行事作風，也曾帶給林家社會觀感上的負面影響，如光黎工程公司特權超貸案。在其子林益世因貪瀆被羈押後，沈主動到案，經過約談，特偵組以涉嫌藏匿貪汙所得、洗錢及隱匿刑事證據等三項罪名，將其改列被告，沈若蘭母子遂成為林益世貪瀆案爆發後，最早被列為犯罪嫌疑人的林家人。而隨後林仙保媳，林益世妻彭愛佳，接著亦被以涉嫌貪污治罪條例「藏匿貪污罪所得財物」、洗錢防制法「寄藏他人重大犯罪所得財物」及刑法「隱匿刑事證據」3項罪名由證人改列被告，林氏二房至今計有三人淪為被告。

## 註腳
1. ↑  索賄錄音 林仙保在場 打電話找管仔 （页面存档备份，存于），自由時報，2010年（民國99年）7月26日
2. ↑  旅客多帶菸 林益世父向海關講情 的存檔，存档日期2012-07-04.，自由時報，2010年6月23日
3. ↑  林益世坦承做錯 賴素如：盼給自新機會 的存檔，存档日期2014-01-06.，中央廣播電臺，2012年7月2日
4. ↑  林益世母親沈若蘭　疑被特偵組約談 （页面存档备份，存于），今日新聞，2012年7月4日
5. ↑  . 東森新聞. 2012年10月26日  [2013年4月4日]. （原始内容存档于2017年3月27日） （中文（臺灣））.
6. ↑  . 東森新聞. 2012-07-07  [2012-07-14]. （原始内容存档于2013-01-05）. 反觀大房部分，生下三男一女，嫡長子林靈谷曾經也想從政，登記參選國民黨立委提名，不過林益世靠著高學歷以及母親沈若蘭從中幫忙，獲得林仙保認同，但同父異母手足間的感情因此破裂，
7. ↑  劉文淵. . 臺灣蘋果日報 (壹傳媒). 2007-07-10  [2012-07-05]. （原始内容存档于2016-03-12）.
8. ↑  庶子接棒 林益世扶搖直上 （页面存档备份，存于），中時電子報，2012年7月3日
9. ↑  沈若蘭一手栽培林益世 一卡皮箱救子 （页面存档备份，存于），聯合新聞網，2012年7月5日
10. ↑  彭愛佳改列被告 1百萬交保 （页面存档备份，存于），中央社，2012年7月5日

## 外部連結
- 臺灣省諮議會網站介紹林仙保[]